# Kraichtal
Kraichtal est une ville de Bade-Wurtemberg (Allemagne), située dans l'arrondissement de Karlsruhe, dans l'aire urbaine Mittlerer Oberrhein, dans le district de Karlsruhe.

## Personnalités liées à la ville
- Bernhard Böhle (1866-1939), homme politique né à Unteröwisheim.
- Karl Julius Lohnert (1885-1944), astronome né à Unteröwisheim.
- Heinz Fenrich (1945-), homme politique né à Unteröwisheim.